# Земник
Земник — деревня в Холмогорском районе Архангельской области.

## География
Находится в центральной части Архангельской области на расстоянии приблизительно 10 км на юг-юго-восток по прямой от районного центра села Холмогоры на левом берегу реки Северная Двина.

## История
Была отмечена еще на карте Шуберта (1826—1840-е годы). В 1859 году здесь (тогда деревня Холмогорского уезда Архангельской губернии) было учтено 7 дворов, в 1905 — также 7. До 2022 года входила в Матигорское сельское поселение до его упразднения.

## Население
Численность населения: 32 человека (1859 год), 54 (1905), 2 (русские 100 %) в 2002 году, 0 в 2010.